# التضخم المفرط في روسيا السوفيتية المبكرة
يشير التضخم المفرط في روسيا السوفيتية المبكرة إلى فترة سبع سنوات من التضخم المتصاعد لم يكن من الممكن السيطرة عليه في أوائل فترة الاتحاد السوفيتي. امتد هذا التضخم من الأيام الأولى للثورة البلشفية في نوفمبر من عام 1917، حتى إعادة تأسيس غطاء الذهب مع إدخال الشيرفونيتات باعتبارها جزءًا من السياسة الاقتصادية الجديدة. انتهت أزمة التضخم فعليًا في مارس من عام 1924، مع إدخال ما يُسمى «الروبل الذهبي» كعملة موحدة في البلاد.
تميزت فترة التضخم المفرط في روسيا السوفيتية المبكرة بثلاث عمليات متتالية لإعادة تقييم العملة، استُبدلت فيها «الروبلات الجديدة» بالقديمة بمعدلات تراوحت بين 10000 إلى 1 (1 يناير عام 1922)، ومن 100 إلى 1 (1 يناير عام 1923)، و50000 إلى 1 (7 مارس عام 1924)، بشكل متتالٍ.

## لمحة تاريخية

### نظرة عامة
تعرض اقتصاد الإمبراطورية الروسية لأزمة نتيجة ثلاث سنوات من المشاركة في الحرب العالمية الأولى. أطاحت ثورة فبراير المزعومة بنظام القيصر نيقولا الثاني في مارس من عام 1917، لتحل محله ديمقراطية دستورية حديثة برئاسة سلسلة من القادة انتهت بألكسندر كيرينسكي. بقي الاقتصاد معطلًا وفشلت روسيا في الانسحاب من الحرب الأوروبية الدموية، وتعرضت حكومة كيرينسكي في 7 نوفمبر عام 1917 لثورة ثانية بقيادة الحزب البلشفي الممثل بالاشتراكي الثوري فلاديمير أوليانوف (لينين).
نشبت الحرب الأهلية وأصبح معها اقتصاد النظام الجديد أكثر فوضوية. انهارت قيمة الروبل الذي كان يمثل عملة الأمة بشكل أساسي مع انتشار سوء الإدارة والجوع في البلاد. فقدت الأموال خلال هذه الفترة التي عُرفت باسم الحرب الشيوعية، وظيفتها باعتبارها قيمة محفوظة ووسيلة للتبادل. عاد الناس في حياتهم اليومية إلى اقتصاد المقايضة البدائية. دُفعت أجور العمال إلى حد كبير من خلال التوزيع المباشر للمنتجات خلال عام 1919 وحتى عام 1920. وُزعت الموارد النادرة بالتقنين وكانت مجانية عمومًا. أُعلن عن التجارة الخاصة بشكل غير قانوني رسميًا بالتزامن مع هذا الانخفاض في القوة الشرائية ووظيفة المال، وبُذلت جهود بهدف توطين جميع الصناعات.
ناقش المسؤولون الاقتصاديون السوفيت تطبيق أداة نقدية جديدة لتسهيل تبادل المنتجات مثل «وحدات العمل» نظرًا لكون العملة المتداولة في البلاد في وضع كارثي. انتهت فترة الحرب الشيوعية في عام 1921 قبل تنفيذ أي من هذه الأفكار.
استندت كل من نهاية الحرب الشيوعية وإنشاء السياسة الاقتصادية إلى السماح بالتجارة الصغيرة واستبدال المعدلات الضريبية الثابتة بالسياسة المكروهة المتمثلة في الاستيلاء القسري على إنتاج الحبوب (برودرافيورستكا). اعتُبر هذا بمثابة عودة إلى الاقتصاد القائم على المال وأصبح استقرار العملة السوفيتية واحدًا من المهام الرئيسية لموظفي الاقتصاد في الحكومة.

### الأشهر الثمانية الأولى
اعتبر بعض الباحثين من روسيا السوفيتية أن الأشهر الثمانية الأولى التي تلت الثورة البلشفية في نوفمبر عام 1917، فترة منفصلة في التاريخ الاقتصادي للنظام السوفيتي. يزعم البعض أن الاقتصاد كان مقيدًا بالسياسة في هذه الفترة، مع التركيز على الحصول على السلطة السياسية والحفاظ عليها بشكل أساسي. يعتقد الكثيرون أنه يجب أن يُنظر إلى تأميم صناعات ومؤسسات محددة مثل البنوك والاتصالات والنقل بشكل جزئي على الأقل من خلال هذا المنظور.

كان يُنظر إلى تأميم الصناعة على أنه وسيلة ضرورية لهدف البلاشفة الذي أعلنوه ذاتيًا وهو إقامة مجتمع خالٍ من الطبقية. لاحظ الاقتصادي البريطاني الماركسي موريس دوب: 
«إذا وُجدت طبقة رأسمالية حاكمة متجذرة في الملكية والميزة التفاضلية التي تعطيها تلك الملكية على حساب المالك... يتبع ذلك أن استمرار وجود رأس المال في أيدي القطاع الخاص يمثل استمرارًا للطبقة الرأسمالية وتأثيرها..».
سعى البلاشفة بناء على ذلك إلى مصادرة الصناعة الكبرى كجزء لا يتجزأ من برنامجها للإطاحة بطبقة واحدة واستبدالها بأخرى، مع التركيز على تأميم أكبر الصناعات التي يحتفظ بها أبرز أعضاء الطبقة الرأسمالية على نطاق واسع. مع ذلك، جرت العملية بشكل بطيء وتدريجي، مع تأميم السلطات المحلية لمئة شركة قبل حلول يوليو من عام 1918.

### الحرب الشيوعية (صيف عام 1918 حتى ربيع عام 1921)

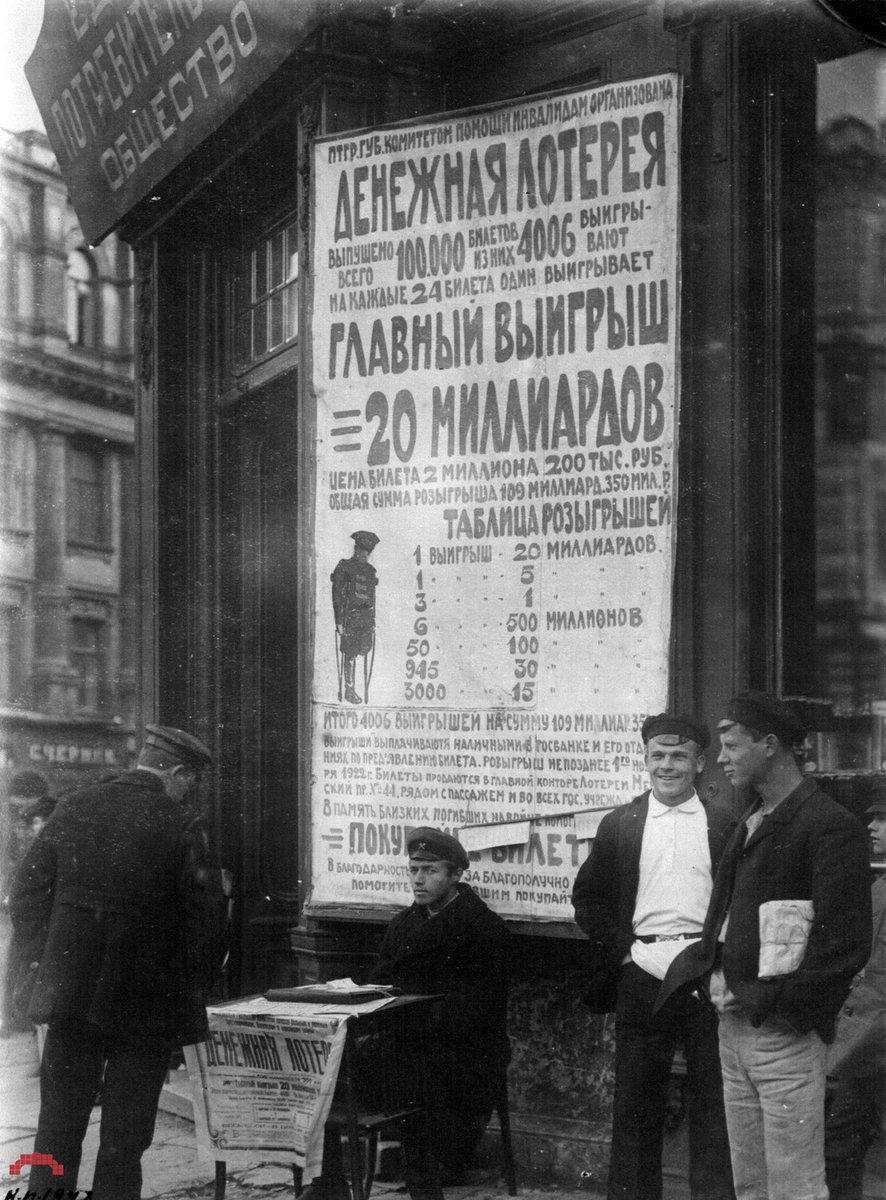
إعلانات أوراق يا نصيب عام 1921. السعر الرئيسي هو 20 مليار روبل روسيّ.

تدهور الوضع الاقتصادي الذي كان قاتمًا بالفعل في روسيا السوفيتية، مع اندلاع الحرب الأهلية التي شملت نطاقًا واسعًا في صيف عام 1918. بُذل جهد كامل على الإنتاج العسكري ولم تلزم المصانع في جميع أنحاء البلاد الصمت فيما يتعلق بنقص المواد الخام. بحسب أحد التقديرات، قدر بّي. بوبوف من مكتب الإحصاء المركزي لروسيا السوفيتية، أنه وبحلول عام 1920 انخفض إجمالي الإنتاج في الصناعة الروسية من مستوى ما قبل الحرب البالغ 6.059 مليار روبل ذهبي إلى ما يعادل 836 مليون روبل فقط، وهو ما يعادل انخفاضًا بنسبة وصلت لأكثر من 85%.
استمر تأميم الصناعة بمعدل سريع، إذ أظهر مسح صناعي أُجري في أغسطس من عام 1920 أن الدولة صادرت نحو 37000 شركة من بينها أكثر من 5000 شركة توظف شخصًا واحدًا فقط. نوه المجلس الأعلى للاقتصاد الوطني (فيسكا)، ورئيس وكالة الرقابة الاقتصادية في روسيا السوفيتية في هذه الفترة عن رقم أقل بكثير من 4420 شركة مؤممة في نوفمبر من عام 1920، في حين أشار مصدر ثالث إلى ما مجموعه 4547 شركة تقع تحت ملكية الدولة. يشير الاختلاف بين المصادر الموثوقة على هذا النحو الكبير إلى الطبيعة الخاصة لعملية التأميم.
أصبحت السلع الاستهلاكية المصنعة محدودة للغاية مع تقدم فترة الحرب الشيوعية، لدرجة أن الحصول عليها كان صعبًا للغاية. رفض الفلاحون بيع فائض منتجاتهم مقابل المال الذي لم يكن بمقدوره شراء أي شيء ذي قيمة. لجأت الدولة السوفيتية إلى استخدام القوة للحصول على الحبوب اللازمة للحفاظ على اقتصادها الحضري بهدف مواجهة المجاعة في المدن وموت الصناعة بسبب عودة الفلاحين إلى قراهم. ساهم هذا اللجوء إلى الاستيلاء القسري بأثر سيئ إضافي على الإنتاج الزراعي، الذي كان ضعيفًا في الأساس بسبب فقد ملايين الرجال من الفلاحين ذوي القدرة الجسدية في الحرب. بالتالي تقلصت مساحة الأرض المخصصة للزراعة في كل مكان كان يُطبق فيه الاستيلاء القسري.
قال أحد المؤرخين الاقتصاديين: «الصناعة الوحيدة التي ازدهرت هي تلك المعنية بإنتاج النقود الورقية». ارتفع حجم العملة المتداولة منذ بداية عام 1920 وحتى نهايته، من نحو 225 مليار روبل إلى 1.17 تريليون دولار. يمثل هذا زيادة بمقدار 25 ضعفًا عن كمية النقود الورقية المتداولة في عام 1917.
نتج عن كل من الانهيار الفعلي للاقتصاد النقدي لصالح الاستيلاء والتقنين ونظام المقايضة، إلغاء فعلي للخدمات المصرفية في روسيا السوفيتية. لم يمتلك بنك الشعب (خليفة بنك الدولة ما قبل الثورة) أي وظيفة ائتمانية، نظرًا لأن الصناعة الإنتاجية كانت مملوكة بالكامل من قبل الدولة، بل شكل عوضًا عن ذلك، مركزًا لتبادل المعلومات لنقل الأصول إلى الصناعة، مع الحصول على الأموال من خلال إصدار العملة في المقام الأول.

أٌلغي بنك الشعب بالكامل في يناير من عام 1920، مع تحويل العملة إلى مفوضية المالية الشعبية (ناركومفين). نص المرسوم على إغلاق بنك الشعب مع استمرار مكاتب ناركومفين للتمويل الخاص باعتماد أسس مؤقتة ومحدودة:
«ركز تأميم الصناعة في أيدي الحكومة على أهم فروع الإنتاج والعرض... وبالتالي تُستبعد أي ضرورة لزيادة استخدام بنك الشعب باعتباره مؤسسة لائتمان الدولة بالمعنى المقبول للمصطلح. لا يزال نظام الائتمان المصرفي ساري المفعول بالنسبة للمشروعات الصناعية الخاصة الصغيرة واحتياجات المواطنين الأفراد الذين يضعون أموالهم في مؤسسات الادخار الحكومية. مع ذلك، لم يعد وجود مؤسسات مصرفية منفصلة أمرًا ضروريًا، نظرًا لأن هذه المعاملات بدأت تفقد أهميتها في الحياة الاقتصادية للبلد بشكل تدريجي. تعد هذه المعاملات الآن أمرًا ثانويًا ويمكن أن تنفذها المؤسسات المركزية والمحلية لمفوضية المالية بنجاح...».
لم تكن النظرية الماركسية الغامضة السبب وراء تفكك الاقتصاد النقدي أو استبدال المعاملات النقدية بأرصدة غير مملوكة بين الشركات المملوكة للدولة، بل كان التضخم المفرط. انهار الروبل باعتباره قيمة محفوظة ووسيطًا للتبادل، ولم يُنشَأ أي شيء ليحل محله.